# Мундт, Софья Николаевна
Софья Николаевна Мундт (также Мунт; 1848 — ?) — российская писательница и переводчица. Свои произведения печатала под псевдонимами Долгин и С. Долгина.
Биографических сведений о её жизни нет. Известно, что свою литературную деятельность она начала в 1876 году собственным романом «Фиктивный брак» (в «Журнале русских и иностранных романов») под псевдонимом С. Долгиной. Затем напечатала ряд романов и повестей: «Тернистый путь», «Нищие духом» (Долгин С. Нищие духом // «Отечественные записки». — 1878. — № 7), «Зёрна и плевелы», «Идиллия в свете» и так далее, а также издала несколько переводов капитальных сочинений английских и французских учёных. В романе «Тернистый путь» показала сильный образ сельского священника.